# Bofutatsuana
Bofutatsuana o Bophuthatswana fue un bantustán del norte de Sudáfrica, creado por el gobierno del país como parte de la política de apartheid. A pesar de su inestable política interna, el territorio fue considerado y reconocido internacionalmente como un país independiente entre 1972 y 1994 con el 
nombre oficial de República de Bofutatsuana (Republic of Bophuthatswana,  Tswana: Repaboleki ya Bophuthatswana; afrikáans: Republiek van Bophuthatswana), y coloquialmente conocida como The Bop y por los extranjeros como Jigsawland ("Tierra de rompecabezas", en referencia a sus fronteras plagadas de enclaves).

## Historia
Fue creado en 1968 dentro de la aplicación de las políticas de "desarrollo separado" del régimen del apartheid. Destinado para los miembros de la etnia tsuana, inicialmente fue llamado Tsuanalandia (no confundir con el bantustán del mismo nombre en África del Sudoeste). La denominación fue cambiada por Bofutatsuana en 1972. Estaba compuesto por siete territorios separados, esparcidos sobre tres provincias en la región norte del país, con Mmabatho como su capital.
En 1977 le es concedida la independencia por parte de Sudáfrica, la cual se prolongó hasta la entrada en vigor de la constitución democrática de 1994 con lo cual el país perdió su independencia y fue reabsorbida por Sudáfrica.
Al tratarse de un territorio nominalmente independiente, le estaba permitido el desarrollo de actividades prohibidas en el resto de Sudáfrica, como el juego. El célebre complejo de casinos de Sun City se encontraba en Bofutatsuana. Los territorios de este bantustán son parte en la actualidad de la provincia del Noroeste.
La región autónoma contaba con una superficie total de 44 000 km², poseyendo una población de 2 005 000 habitantes en 1993. La expectativa de vida rondaba los 41 años. El idioma oficial de este territorio era el setsuana.